# Jamie Whincup

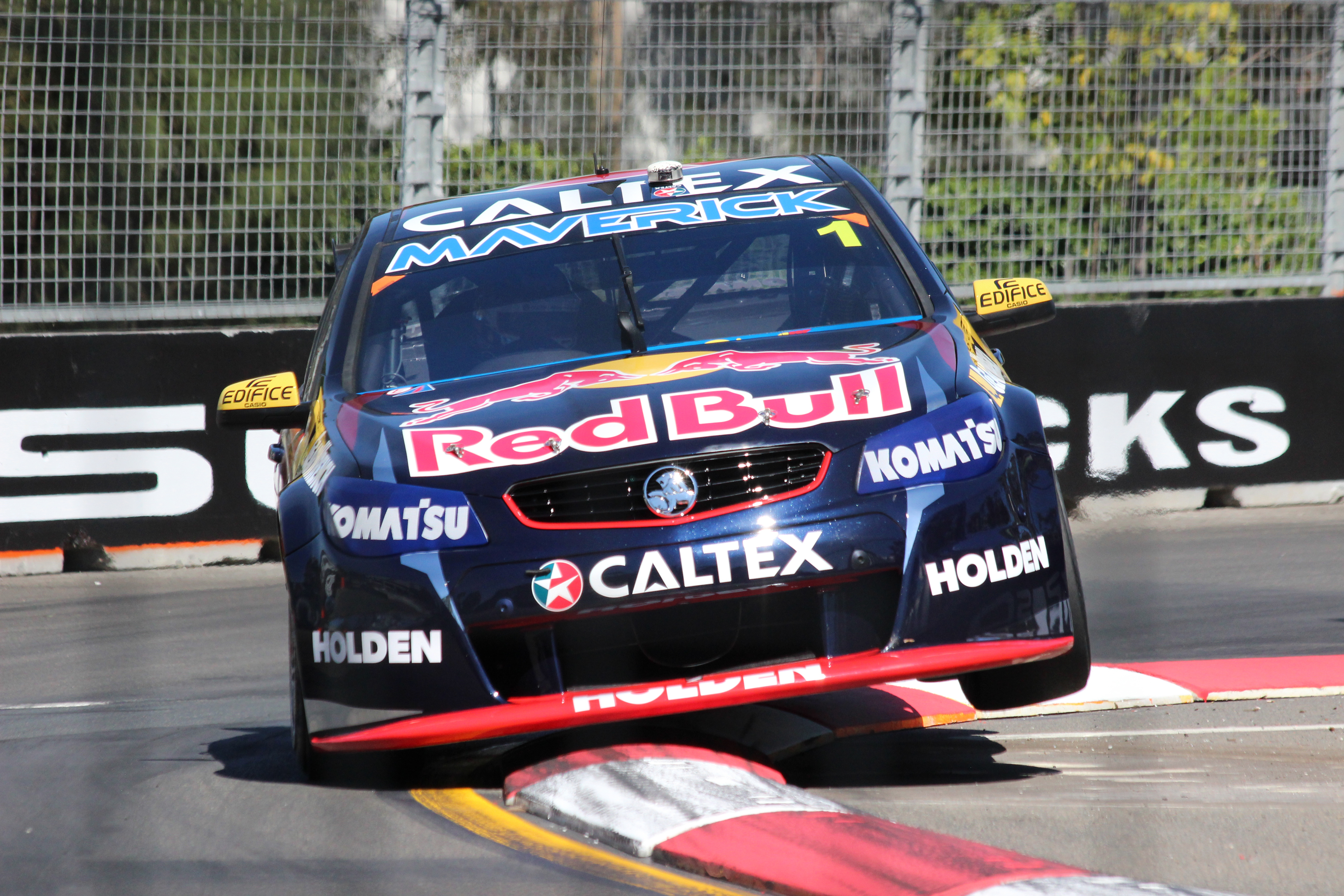
Whincup under Sydney 500 2015.

Jamie Whincup, född 6 februari 1983 i Melbourne i Victoria i Australien, är en australisk racerförare som tävlar i V8 Supercars, där han är sjufaldig mästare. Han har också vunnit Bathurst 1000 fyra gånger och vann Bathurst 12H för GT3-bilar 2017.

## Racingkarriär

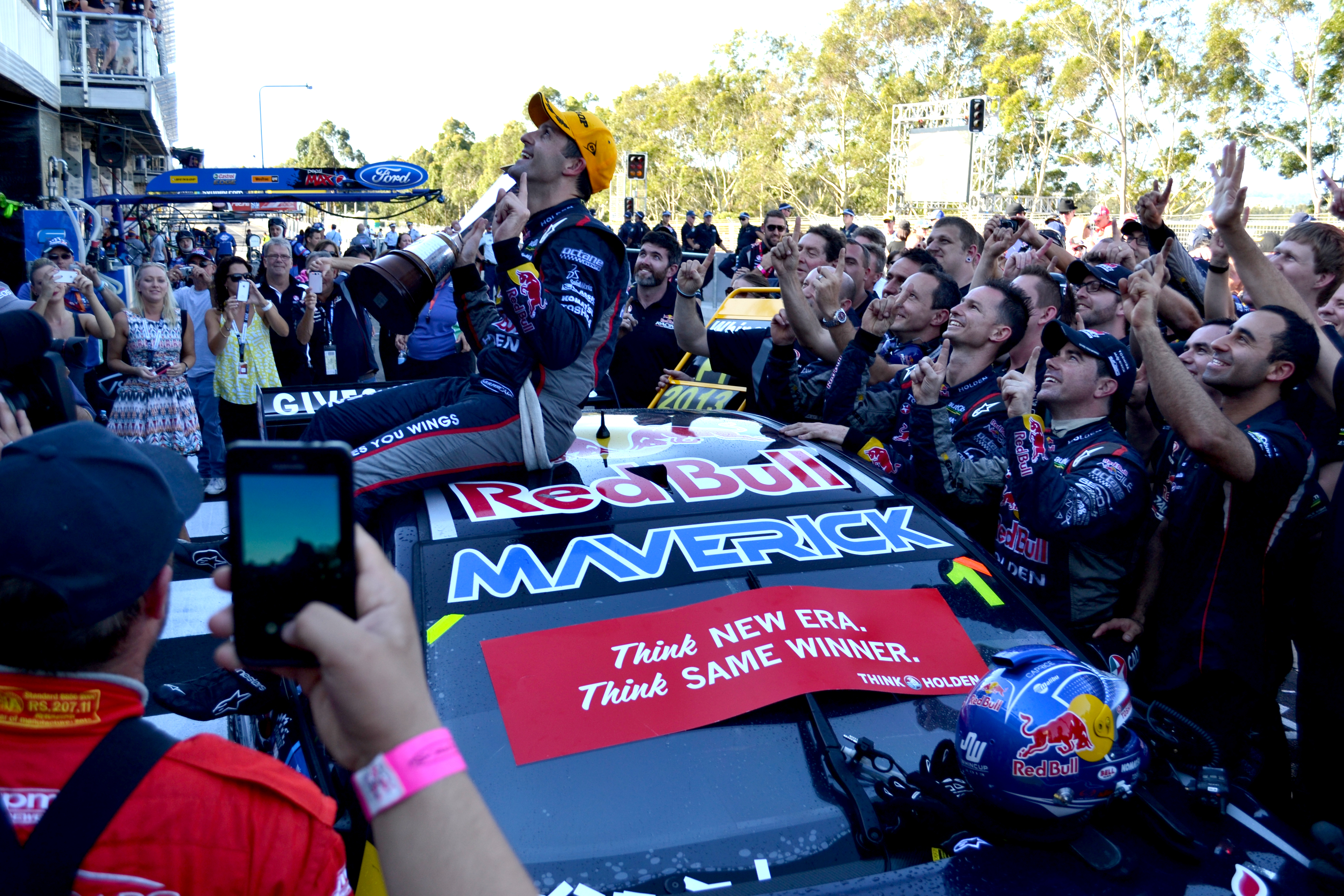
Whincups firar sin femte titel, 2013.

Whincup tävlade i Formel Ford i Australien, och fick därefter ett kontrakt i V8 Supercar 2003 med en annan framtida stjärna, Garth Tander som stallkamrat. Han ersattes efter ett misslyckat år av Cameron McConville, och körde bara enduranceracen under 2004. Han fick ett genombrott under 2005 med en tredjeplats på Sandown för Tasman Motorsports Holden-stall. Det innebar ett kontrakt med Triple Eights Vodafone Ford-team för 2006. Han vann ett av racen i premiären i Adelaide, och vann tillsammans med Craig Lowndes Super Cheap Auto 1000 på Bathurst. Han slutade tia totalt.
2007 gav mästerskapsframgångar för Whincup, som inte kunde matcha Garth Tander när det gällde racesegrar, men två endurancesegrar tillsammans med Lowndes gjorde att han var nära att ta titeln från Tander, men han slutade två poäng efter i en serie där många poäng delas ut. Whincup körde även bra och jämnt säsongen 2008, och var kvar i mästerskapskampen då några racehelger återstod. Då exploderade Whincups form och vann plötsligt sju heat i rad och byggde upp en ointaglig mästerskapsledning; vilket gav Whincup hans första titel i serien.
Under säsongen 2009 var Whincup dominant i inledningen, men orkade inte hålla formen uppe mitt under säsongen, och Will Davison kom nästan ikapp, tack vare att Whincup och Lowndes förlorade enduranceracen till Davison och Tander. I slutändan kunde ändå en forcering av Whincup på Phillip Island ge honom en ledning som Davison inte skulle kunna plocka in. Whincup blev därmed den yngste föraren sedan Lowndes att ta två titlar i rad. 2010 stannade Whincup i Triple Eight, men stallet bytte från Ford till Holdens bilar.
I 2017 års final, på den för året nya stadsbanan i Newcastle, låg Whincup 78 poäng efter Scott McLaughlin inför det sista av två race. Efter en serie bestraffningar, omkörningar och olyckor låg McLaughlin efter Whincup. Först på sista varvet, 95, blev mästerskapet avgjort till Whincups fördel, då McLaughlin fick en bestraffning för att ha tvingat Craig Lowndes in i muren.